# 土佐のほっぱん
土佐のほっぱん（とさのほっぱん）は、高知県南西部の太平洋沿岸に面した地区（現在の幡多郡黒潮町伊田）にかつて存在した風土病。「ほっぱん」とは当該地域における赤い発疹の方言名。1951年（昭和26年）にトサツツガムシが媒介するツツガムシ病であると判明した。本項では、同じ病因で発症する香川県の馬宿病についても言及するが、双方を合わせて「四国型ツツガムシ病」とも呼ばれる。

## 概要
夏の限られた期間に発生する不明発熱性発疹性疾患であり、100戸程度の伊田地区という極めて狭いエリア特有の疾患であったため、記録に残る患者総数は少ない。病状経過は、前兆もなく突然原因不明の高熱を発症し、やがて赤色や紫色の発疹が全身に多数現れ、発病からわずか数週間のうちに、その半数以上が死亡するというものであった。死亡率の高さと原因不明の発熱発疹の奇怪な症状から、古くより当地の人々の間では名主の祟りと信じられ恐れられていた。
「土佐のほっぱん」の正体は、寄生虫学者の佐々学（さっさまなぶ）が1951年（昭和26年）に行った現地調査により、新種のツツガムシ（トサツツガムシ Leptotrombidium tosa）によって媒介される新型のツツガムシ病 であると解明された。同じ頃、その他複数の「新型ツツガムシ病」と考えられる事例が日本各地で報告され始めていたが、それまでの日本の医学界では、死者を出すツツガムシ病は秋田県・山形県・新潟県3県特有の風土病と考えられていた。従来の流行地から遠く離れた四国の太平洋沿岸で死者を出すツツガムシ病が確認されたことにより、各地に生息する未確認のツツガムシの生態調査研究が進められ、その結果、それまで日本各地で原因不明の熱病とされていた複数の風土病が、新型のツツガムシ病であることが判明した。
今日、日本国内のツツガムシ病は、アカツツガムシLeptotrombidium akamushi を媒介者とする秋田・山形・新潟各県のものを古典型ツツガムシ病 、それ以外の地域の別種のツツガムシを媒介者とするものを新型ツツガムシ病として分類している。なお、「土佐のほっぱん」と呼ばれたトサツツガムシを媒介者とする「四国型ツツガムシ病」は1980年（昭和55年）頃以降、新たな発生は確認されていない。

## 病態解明の経緯

### 原因不明の熱病
1951年（昭和26年）6月、東京大学助教授で伝染病研究所主任（当時）であった寄生虫学者の佐々学は、高知県から公衆衛生に関する一般向けの講演を依頼され高知県庁を訪れた。以前より佐々は高知県下に原因不明の熱病が存在することを田宮猛雄から聞き及んでおり、その他の様々な情報から、この熱病が未確認のツツガムシ病の可能性があるのではないかと気になっており、今回の高知県への出張のおりに現地を訪れ調査することを思い立った。病気が報告されていたのは高知県南西部の幡多郡白田川村の伊田（現：幡多郡黒潮町伊田）という海沿いに位置する小規模な集落で、現地では「ほっぱん」と呼ばれる発疹を伴う熱病である。「ほっぱん」とは発斑あるいは発疹の方言名だという。
当時、東京から高知への移動は、東京駅を夜21時半に出発する夜行列車を乗り継いで、翌日の午前に岡山県の宇野駅に到着。そこから高松へ行く連絡船に乗り、高松で準急に乗り換え、高知に到着するのが夕方の19時半という長旅であった。
高知県庁での講演を終えた佐々は翌日の同年6月29日早朝、高知県庁職員および、高知県医師会や高知大学の関係者数名とともに、医療検査器具を携え、県が用意した大型のジープへ乗車し、高知市から伊田地区へ向かった。当時の道路事情は悪く、高知から目的地の伊田まで約6時間を要している。
高知県の海岸沿いにある広い平地は高知平野ぐらいで、他の海岸線は山地が海の近くまで迫っており、高知市から伊田地区へ向かう国道（現：国道56号）は当時、いくつもの峠の上り下りを繰り返す難路であった。ようやく到着した目的地の伊田地区も、山地と海に挟まれたわずかな平地に100軒ほどの民家がある小さな集落で、海に注ぐ小規模な河川と民家の周囲は芋畑という場所であった。それまでツツガムシ病は新潟県や秋田県の大きな川のふちに沿った草原でかかるものというのが常識だったため、それとは異なる伊田の地形に接して、このような場所にツツガムシ病があるのだろうかと思ったという。伊田地区は小さな河川はあるものの水田や平坦地は少なく、暖かい黒潮の流れる太平洋に面した半漁半農の地域であり、北日本の流行地とは風土・景観が明らかに異なっていた。

### 名主の祟り
伊田地区に到着した佐々たちは、当地の人々が「ほっぱん」と呼ぶ熱病に罹患したことのある経験者に話を聞こうと考え、沢田文五郎という古老を紹介され沢田家を訪ねた。佐々らが挨拶と訪問の目的を伝えると、沢田は「正確な時代は不詳ながら」と断わったうえで、伊田地区に伝わる「名主の祟り」の伝承を語った。
沢田は伊田地区の「ほっぱん」に昔から深い関心を持ち、患者の記録を可能な限り書き残していると言い、次のように語った。明治維新以前のことは分からないが、この病気は明治初年からあって、1882年 （明治15年）、1883年（明治16年）頃には子供から年寄りまで多数の発症者や死者が出たという。伊田の人々は古くから、この名主の祟りによって「ほっぱん」という奇妙な疫病の流行が起き始めたと聞かされている。また病気は突然発病し、その半数以上が助からずに死亡することから、人身御供の白羽の矢が前ぶれもなく立つようなものだと恐れているという。
ここまでの話を聞いた佐々は、不気味な話ではあるが、「ツツガムシ病と考えたのは早計だったかもしれない」と、東京から高知へ、さらに高知市から長い道程を経て調査に来たことを後悔し始めていたという。すると沢田が家の奥からこまごまと多くのメモが書かれた古い手帳を取り出してきた。これが後に「沢田メモ」と呼ばれることになる貴重な記録であった。

### 沢田メモ

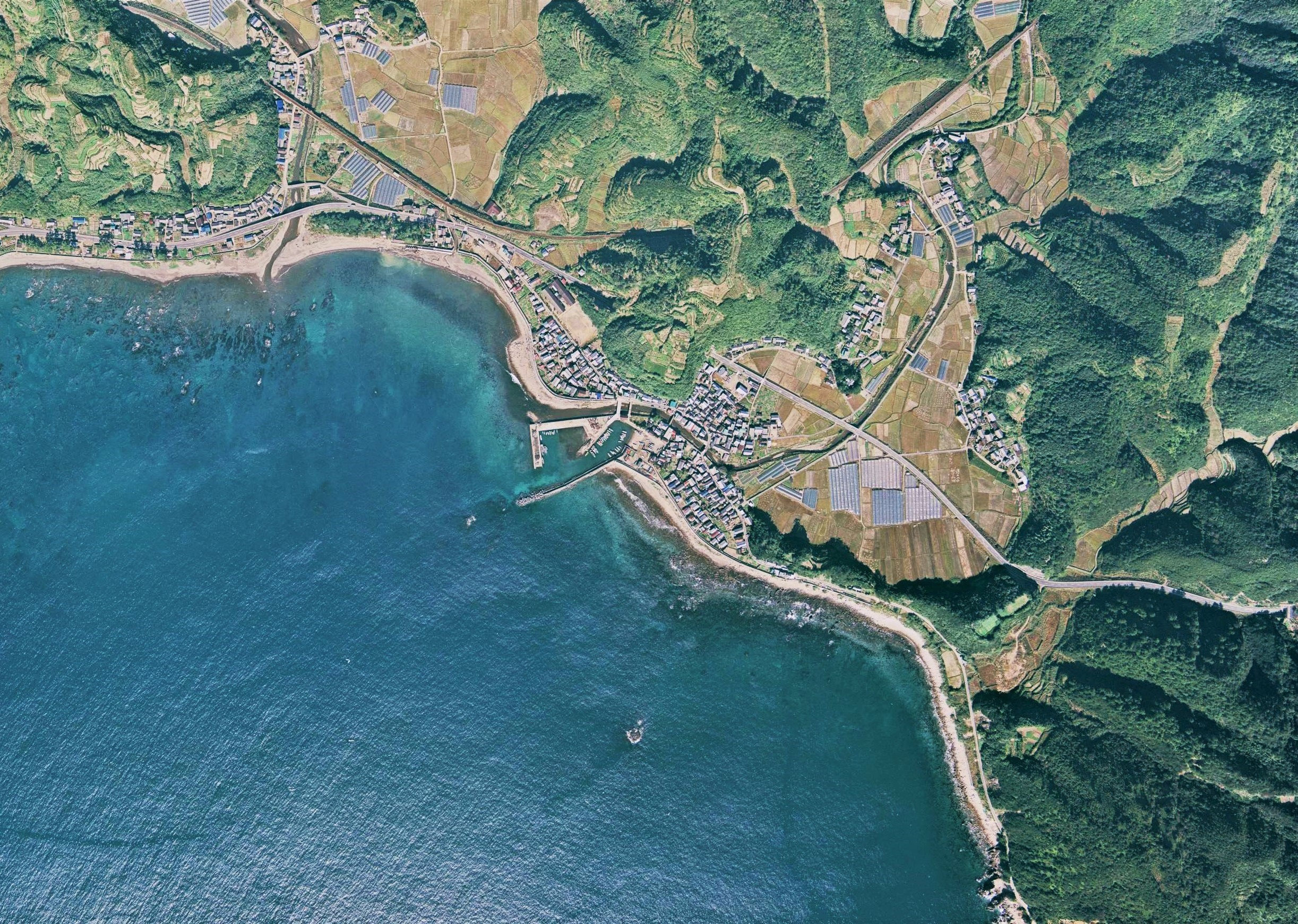
伊田地区の空中写真。1975年11月10日撮影。
。

沢田のメモ書きには、1919年（大正8年）から1948年（昭和23年）までの約30年間に、伊田地区で発生した10例の「ほっぱん」の記録が記されており、それぞれ発症もしくは死亡した年月、発症者の年齢性別、病気の経過などが書かれていた。沢田メモに書かれた事例を年代順に並べると以下の通りである。
| 1919年（大正8年）8月 | 11歳・女    | 回復                      |
| 1920年（大正9年）8月 | 26-27歳・女 | 死亡                      |
| 1921年（大正10年）8月 | 17-18歳・男 | 回復（半年ほど床に伏す）  |
| 1925年（大正14年）8月 | 40歳・男    | 死亡                      |
| 当時の幡多病院〔ママ〕の橋本久博士がこれを見て「ツツガムシ病」らしいと言ったが、橋本博士はすぐに札幌へ転任。                        |             |                           |
| 1927年（昭和2年）8月21日 | 56歳・女    | 死亡                      |
| 1928年（昭和3年）8月 | 70歳・女    | 死亡                      |
| 検診した丹治医師は「ツツガムシ病」ではないかと言ったという。この後1932年（昭和7年）に海岸沿いの藪を伐採してから一時発症者が減った。 |             |                           |
| 1942年（昭和17年）夏 | (不明)・女  | 死亡                      |
| 1942年（昭和17年）夏 | (不明)・女  | 死亡                      |
| 1942年（昭和17年）夏 | 25歳・女    | 回復                      |
| 以上3名は地区内を流れる伊田川下流の堤防工事に携わっていた。                                                                         |             |                           |
| 1948年（昭和23年）7月 | 10歳・女    | 回復（1ヶ月ほど床に伏す） |

ツツガ虫の生活環
1.卵
2.幼虫（この段階で保温動物に吸着する。）
3.若虫
4.成虫

メモに書かれていたのはこの10例であるが、これ以外にも複数の発症事例があったという。発症者総数は少ないとはいえ半数以上が死亡しており、助かった者も高熱が1か月ほど続いて生死の境をさまよい、回復するのに半年かかるケースもある。いずれも7月から8月の夏季に発症している。沢田は発症者が出るとその都度見舞いに訪れ、その症状をつぶさに観察し、「ほっぱん」には共通する症状があるのを何度も見てきたといい、次のような重要な話を佐々たちに語った。
かさぶた、塞がった痕と聞いた佐々たちは、ツツガムシ病特有の所見に間違いなさそうだと確信した。
ダニの一種であるツツガムシ（恙虫）の幼虫は、その生涯で一度だけヒトなどの哺乳類の皮膚に吸着して組織液を吸う習性を持つ。この幼虫の0.1〜3%の個体がツツガムシ病リケッチアを保菌しており、これに吸着されることでツツガムシ病に感染する。ツツガムシ病の大きな特徴は、この吸着時に刺された刺し口（esher）と呼ばれる痕跡が残ることである。
医学を学んだ経験が無いのにもかかわらず、30年近くにおよぶこれらの記録や、症状の経過や特徴を的確に捉えていた古老の観察眼に、佐々は非常に感心したという。

### 生存者の刺し口

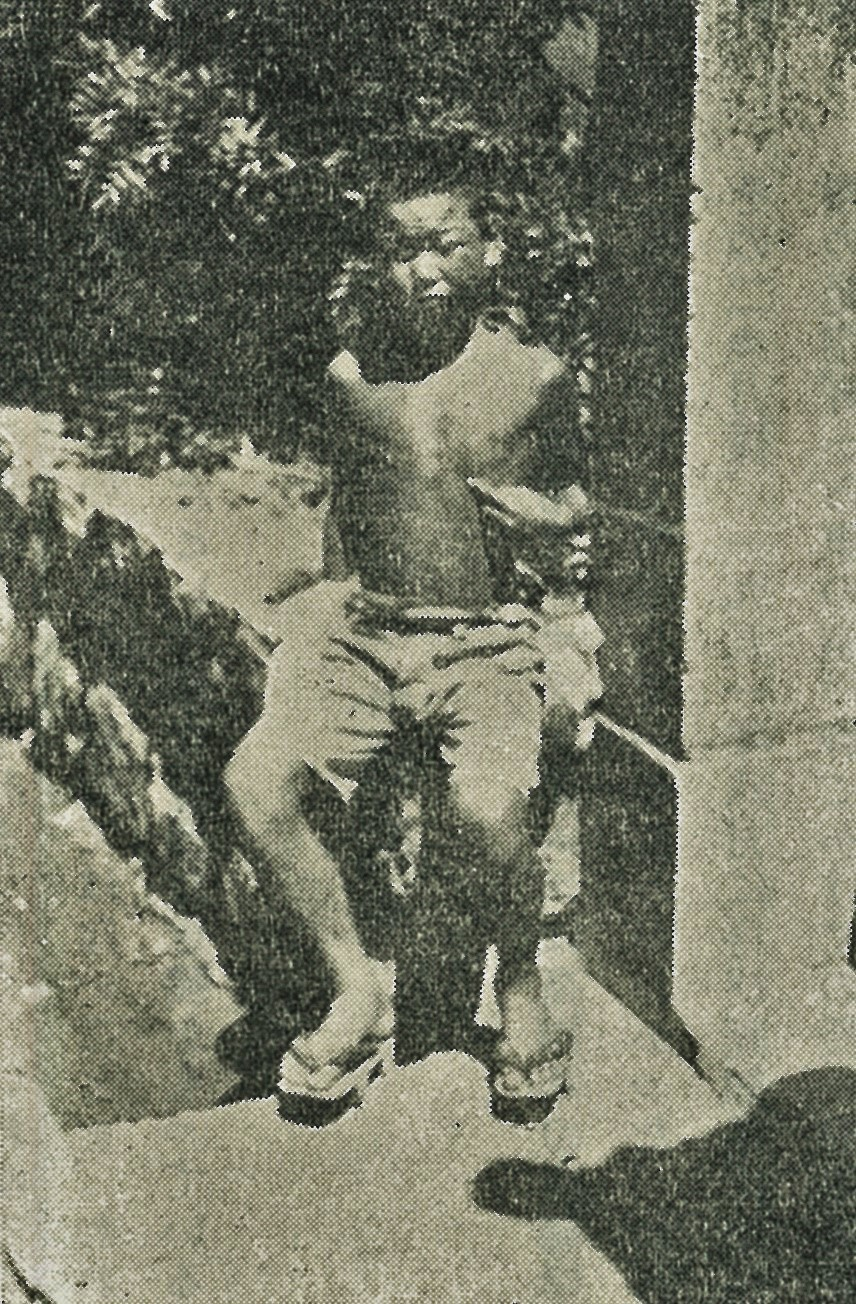
土佐のほっぱん。画像では分かりにくいが、自分の刺し口の位置を左手で指し示している。1951年（昭和26年）6月撮影。

佐々たちは沢田古老の案内で、以前に「ほっぱん」に罹ったという伊田地区内の女性を訪ねた。1942年（昭和17年）の堤防工事で罹患した3名の女性のうち、たった1人助かった女性である。刺し口の痕を調べると彼女のへそには明らかな「刺し口」の痕跡が残っていた。
もう1人は「沢田メモ」には記載されていない事例であったが、15歳の少年が3年ほど前に罹患し助かったケースである。調べてみると彼の左腋近くの胸部付近に見事な痕跡が残っていた（右画像参照）。
ここまでの臨床所見があればツツガムシ病にまず間違いないと考えられるが、研究者としては確実なデータを確保する必要があった。
ツツガムシ病の存在を証明するためには、
1. 生存者の血清からツツガムシ病の抗体を確認すること。
2. 地区内でツツガムシが生息するのを確認し、かつそのツツガムシの個体がリケッチアを保有していること。

この2点の確認が必要であった。
佐々らは生存者たちの血液を採取し、持参した顕微鏡を使ってワイル・フェリックス反応を用いた血清の凝集反応を調べると、予想通りプロテウス属のOX-K株の反応が見られ、これでツツガムシ病の陽性反応が確認された。続いてツツガムシの生息調査が行われた。リケッチアを媒介するツツガムシの幼虫は、ノネズミなどの耳の穴に寄生しているケースが多い。佐々たちは伊田地区の民家、河川敷、畑などの各所にねずみ捕りを仕掛けて様子を見ることにした。

### トサツツガムシの発見

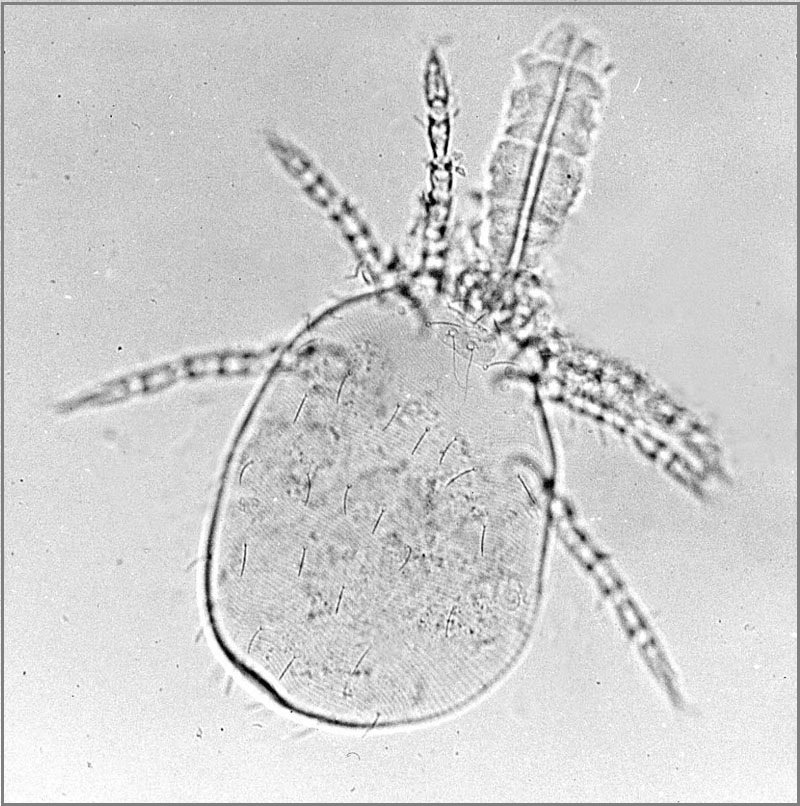
ツツガムシ科の幼虫（家畜に寄生した個体）

翌朝6月30日、仕掛けられた複数の罠のうち集落内と畑のものからドブネズミ3頭、裏山からアカネズミ1頭、および調査の目的を知り賛同した伊田地区の有志によって生け捕りにされた3頭のドブネズミが捕獲された。これらのネズミがリケッチアを保有するツツガムシに寄生されているか否か、この段階では確認できていないが、リケッチアは極めて危険な病原体であり、過去の日本国内におけるツツガムシ病研究では、研究施設内でのリケッチア感染により研究者が殉職する事故が数件発生していた。万一のため、ネズミの取扱には細心の注意が払われた。
捕獲したネズミを慎重に調べると、うすピンク色のツツガムシが数匹、ドブネズミの耳の中に吸い付いているのが肉眼で確認できた。佐々たちは驚きの歓声を上げるが、伊田地区の人たちはネズミの耳についたダニの意味するところが分からず、キツネにつままれたような表情であったという。こうして捕獲されたネズミのうち、合計6頭のドブネズミから合わせて112匹のツツガムシが採取された。
ところが持参した顕微鏡でこのツツガムシを調べると、佐々をはじめ同行した県医師会、高知大学の専門家たちも初めて目にするツツガムシであった。その後の調べにより、これまで日本で報告されたことのない、新種のツツガムシであると判明し、佐々により、トサツツガムシ（学名：Leptotrombidium tosa）と命名された 。
新種のツツガムシを発見したものの、このツツガムシがリケッチアを保有していなければ単なるダニである。ツツガムシ病（ここでは「ほっぱん」）の媒介者であることを証明するには、このツツガムシがリケッチアを持っていることが確認されなければならない。しかしリケッチア保有の有無の確認には研究施設等での詳細な検証検査が必要とされる。したがって現場での検証は困難であり、まして即日に検証結果を出すことは不可能である。
佐々はトサツツガムシに寄生されたドブネズミを現地で解剖し、その脾臓をつぶして東京から持参したマウスに注射した。こうして伊田地区での調査は終了し、佐々は発見したトサツツガムシの幼虫、実験用マウスなどのサンプルを持って東京へ戻った。

### リケッチアの確認

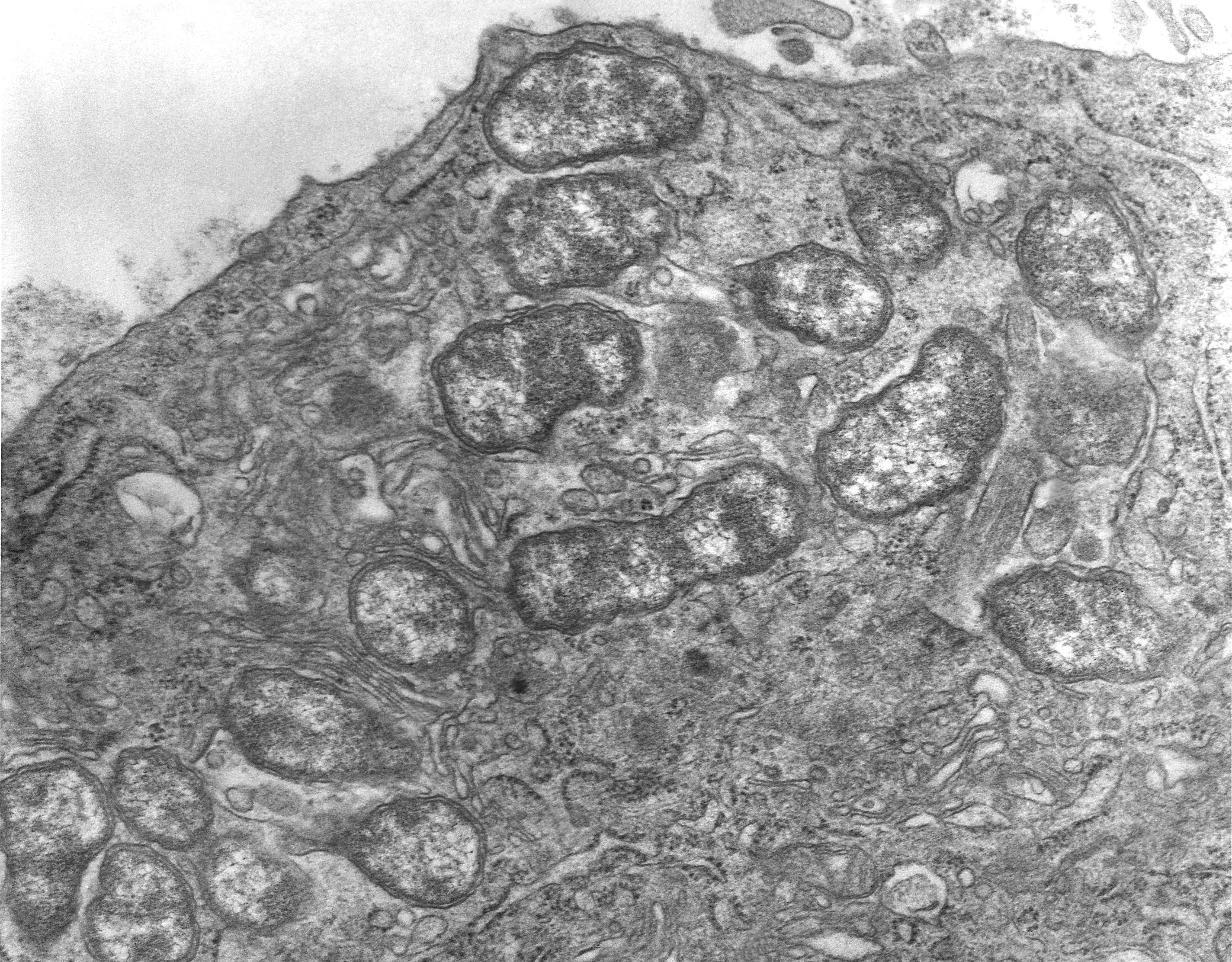
ツツガムシリケッチア

東京へ戻った佐々は、伊田地区で採取したサンプルを伝染病研究所のリケッチア研究者である川村明義に渡して検証を依頼した。川村明義は日本のツツガムシ病研究で知られる川村麟也の三男である。4年前（1947年）に他界した父・麟也と同じ研究を志した明義は、千葉医科大学 (旧制)を卒業後、伝染病研究所に入りリケッチアの研究を行い、自らもリケッチアに感染したが幸いにも治癒することのできた経歴を持つ、当時の日本のリケッチア研究の最前線にいた人物であった。
佐々が持ち帰ったサンプルは川村によって綿密な検証が行われ、トサツツガムシの幼虫からリケッチアの検出に成功し、「土佐のほっぱん」の正体はツツガムシ病であることが特定された。
伊田地区訪問から2か月後の1951年（昭和26年）8月、佐々たちは再び高知県を訪れ、足摺岬から室戸岬までの長い海岸線を何日もかけ、ノネズミを捕獲しツツガムシを探し、その結果トサツツガムシは高知県海岸部の各所に散在して生息していることが分かった。また、新たに2種のツツガムシが発見されたが、ツツガムシ病の発生事例は伊田地区以外にはどうしても見つからなかった。

## 馬宿病
香川県大川郡相生村馬宿（現：東かがわ市馬宿）の海岸集落とその周辺で、6月から9月の夏季にかけて馬宿病（うまやどびょう）と古くから呼ばれる同様の熱病があることが報告されていた。香川県衛生研究所の調査によりトサツツガムシが発見され、検証の結果リケッチアも検出され、馬宿病は土佐のほっぱんと同様に新型ツツガムシ病であることが確認され、連絡を受けた佐々も現地へ向かった。
ツツガムシ病に間違いないと考えられる馬宿病の患者記録は、1931年（昭和6年）から1952年（昭和27年）までの間に18名おり、そのうち7名が死亡していた。生存者11名のうち8名は1950年（昭和25年）以降の患者で、8名ともテトラサイクリン系抗生物質の投与により治癒していた。治療をしていない10名のうちの生存者はわずか3名であり、「土佐のほっぱん」同様、未治療のケースでは高い死亡率を示していた。
こうして「土佐のほっぱん」と「馬宿病」はトサツツガムシ媒介性の四国型ツツガムシ病と看做されるようになり、それまで北日本特有の風土病とされていたツツガムシ病は、その他の地域でも発症しうる疾患との認識が医療関係者や研究者の間で広がっていった。

## ダニ媒介性感染症研究の進展

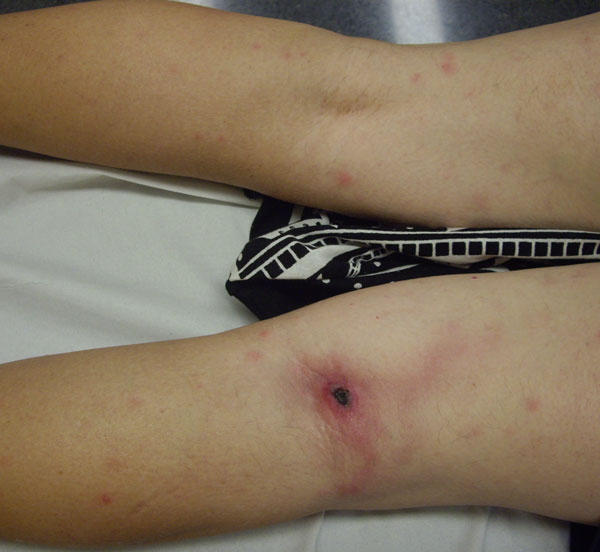
ダニ媒介性リケッチア症刺し口によるかさぶたの一例。
北アジアマダニ熱（Rickettsia sibirica）患者。2011年スペインにて撮影。

佐々による「土佐のほっぱん」解明に先立つ1948年（昭和23年）10月から11月にかけ、静岡県側の富士山麓で演習を行っていたアメリカ兵27名に、発疹を伴う原因不明の高熱が発症した。死者こそ出さなかったものの、米軍406医学研究所と千葉医科大学の調査により、タテツツガムシを媒介者とするツツガムシ病と判明した。従来の流行地（秋田・山形・新潟）でなく、また媒介者もアカツツガムシではない別種のツツガムシが原因であったことから、日本の研究者たちは大きな衝撃を受けたが、感染者は全員アメリカ兵で感染場所も一般人が入らない演習場内であり、適切な治療により死者を出すことなく全員が治癒していた。
そこへ「土佐のほっぱん」「馬宿病」という新たなツツガムシ病が発見されたのである。数年前に発見されたテトラサイクリン系の抗生物質の内服による治療が始まった頃で、早期発見、確定診断さえつけば治癒が可能になったとはいえ、近年までこれら四国型ツツガムシ病は複数の死者を出しており、しかも死亡率が高いことが分かったのである。
研究者や医療関係者は、日本各地に生息する様々な種類のツツガムシの研究を積極的に行うようになり、伊豆諸島の七島熱、房総半島南部や静岡県藤枝市周辺の二十日熱など、死亡率こそ低いものの、これまで原因不明の熱病とされてきた複数の風土病がツツガムシ病であることが判明し、日本の広範囲に複数種のツツガムシが生息していることが分かった。感染頻度は少ないものの、もはやツツガムシ病は秋田・山形・新潟3県の特定地域で見られるものではなく、日本のどこででも感染する可能性のある感染症との認識が一般化した。
こうして従来の秋田・山形・新潟のアカツツガムシを媒介とするツツガムシ病と、1950年（昭和25年）前後より日本各地で確認され始めたツツガムシ病はそれぞれ、
- 古典型ツツガムシ病 アカツツガムシの媒介により、主に夏季に発症する死亡率の高いツツガムシ病（秋田・山形・新潟）
- 新型ツツガムシ病 それ以外のツツガムシの媒介により、主に秋から冬に発症するツツガムシ病（日本全国）

このように区別されるようになった。
その後の研究によって、各種ツツガムシにより媒介されるリケッチアの血清型（病原体を摂取して得られる免疫血清の違い）の分類が進められ、死亡率が高い低いの差は血清型に由来していることが判明するなど、1950年代から60年代にかけて日本のツツガムシ、リケッチア研究は大きく進展し、1984年（昭和59年）には徳島県の開業医である馬原文彦により、マダニ類が媒介するRickettsia japonicaというリケッチアによって感染する日本紅斑熱が発見された。またリケッチア以外のダニによる感染症としては、2012年（平成24年）の秋に日本国内で初事例となる重症熱性血小板減少症候群（ダニ媒介性ウイルス疾患の一種）による死者が山口県で発生するなど、ダニによる新たな感染症の報告が続いている。

## その後のトサツツガムシ
「土佐のほっぱん」の病態解明後、トサツツガムシが媒介者と考えられる四国型ツツガムシ病の発生は、高知県内では1953年（昭和28年）、1956年（昭和31年）、1959年（昭和34年）に各1名ずつ報告された届出を最後に途絶え、香川県内での事例を含め1980年頃より報告がなくなり、その後はタテツツガムシ、フトゲツツガムシが媒介する比較的症状の軽いツツガムシ病が発生するようになった。
新型ツツガムシ病をはじめ、様々なダニ媒介性感染症の研究進展の、きっかけのひとつとなった「土佐のほっぱん」の病態を解明した佐々学は、その後、東京大学教授、同医大研究所所長、国立公害研究所所長などを歴任し、2006年（平成18年）に90歳で死去した。
佐々は著書『風土病との闘い』の中で「土佐のほっぱん」病態解明について次のように記している。
高知県に限らず日本各地の風土病を現地調査し、生涯にわたり研究し続けた佐々は、どのような場所であっても実際に現地へ行き、先入観を持たず当地の人々と身近に接し、その人たちを取り巻く自然の姿を究明すること、すなわちフィールドワークを行うことの重要性を強調している。
2000年代以降、四国では夏のツツガムシ病の発生および、トサツツガムシの生息情報もほとんど報告されていないが、2014年（平成26年）6月から9月にかけ、馬原アカリ医学研究所、愛知医科大学、国立感染症研究所の共同チームによって行われた生息確認調査により、馬宿地区に隣接した引田港の藪で1匹のトサツツガムシ個体が採取された。近年の四国型ツツガムシ病の激減にもかかわらず、わずか1匹であるが生息が確認できたことにより、今日もトサツツガムシ媒介による感染のリスクが続いているものと推測されている。